# Jan Heilmann
Jan Heilmann (* 1984) ist ein evangelischer Neutestamentler.

## Leben
Er studierte von 2004 bis 2009 evangelische Theologie, Geschichte und Germanistik an der Ruhr-Universität Bochum und der Universität Wien. Nach der Promotion 2013 an der Universität Bochum arbeitete er bis 2019 als wissenschaftlicher Mitarbeiter an der Technischen Universität Dresden. Im Januar 2020 erfolgte seine Habilitation an der Universität Bochum. Zum Mai 2021 nahm er einen Ruf an die Ludwig-Maximilians-Universität München auf die W2-Professur für NT II mit dem Schwerpunkt Neues Testament und griechisch-römische Kultur an.
Seine Forschungsschwerpunkte sind die Sozialgeschichte des Lesens im frühen Christentum, die johanneischen Schriften, die antike Mahlkultur und Varianten in der neutestamentlichen Textüberlieferung.

## Schriften (Auswahl)
- Wein und Blut. Das Ende der Eucharistie im Johannesevangelium und dessen Konsequenzen (= Beiträge zur Wissenschaft vom Alten und Neuen Testament. Heft 204). Kohlhammer, Stuttgart 2014, ISBN 978-3-17-025181-6.
- mit Matthias Klinghardt (Hrsg.): Das Neue Testament und sein Text im 2. Jahrhundert (= Texte und Arbeiten zum neutestamentlichen Zeitalter. Band 61). Narr Francke Attempto, Tübingen 2018, ISBN 978-3-7720-8640-3.
- Lesen in Antike und frühem Christentum. Kulturgeschichtliche, philologische sowie kognitionswissenschaftliche Perspektiven und deren Bedeutung für die neutestamentliche Exegese (= Texte und Arbeiten zum neutestamentlichen Zeitalter. Band 66). Narr Francke Attempto, Tübingen 2020, ISBN 978-3-7720-8729-5.